# G4諸国

G4 諸国

G4諸国（ジーフォーしょこく）とは、国際連合安全保障理事会での常任理事国入りをお互いに支持し、目指そうとする日本、ドイツ、インド、ブラジルの国家連合である。経済・政治問題全般が討議される主要国首脳会議（G7）とは異なり、G4の主目的は国際連合安全保障理事会での常任理事国入りであるが、他国による反発を受けている。

## 背景

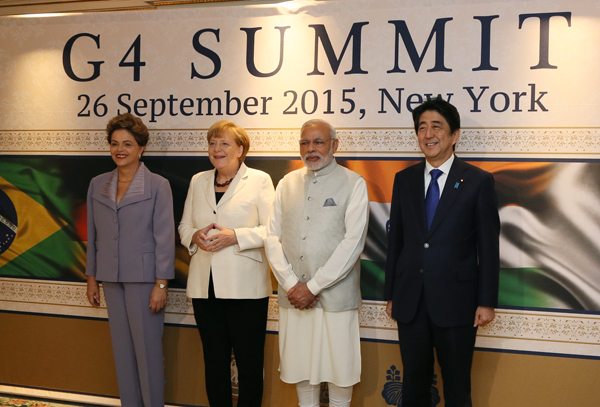
G4首脳会合（2015年9月）

国際連合安全保障理事会は、現在、アメリカ、イギリス、フランス、ロシア、中国の5カ国が常任理事国となっているが、G4諸国はそれぞれの地域枠において、2年間の任期である非常任理事国に頻繁に選出されている。2024年までの間で、日本は12回、ブラジルは11回、インドは8回、ドイツは6回（旧西ドイツを含む）、選出された。
G4諸国はすべて、現在の常任理事国で最もGDPが低いロシアよりも、高いGDPを有している。ただし、G4の常任理事国入りに反対しているコンセンサス連合（通称コーヒークラブ）に属するイタリア、カナダ、スペインについても、このことは当てはまる。

## 反対意見
G4諸国の常任理事国入りには反対を表明している国がある。
G4の常任理事国入りに反対している国々は、コンセンサス連合を形成しており、主要な国としてイタリア、メキシコ、韓国、アルゼンチン、パキスタンがある。東アジアでは韓国が日本に反対しており、ヨーロッパではイタリア、スペイン、オランダがドイツに反対している。ラテンアメリカでは、アルゼンチン、コロンビア、メキシコがブラジルに反対しており、南アジアではパキスタンがインドに反対している。この際、いわゆる日本の戦争犯罪や、ドイツのホロコーストなどの歴史問題も、重要な争点になっている。

## 主な活動
G4は、4カ国自身に加えて、アフリカから2カ国が国際連合安全保障理事会での常任理事国に選出されるべきだと提案しているが、アフリカ連合では、どの2カ国が適当であるかという合意には至っていなく、アイデアとしてはエジプト・アルジェリア・南アフリカなどがある。
- 2005年7月：国際連合総会において、安全保障理事会の構成国拡大等についてのG4決議案を提出されるが、採択されなかった[1]。

- 2005年9月：国際連合の60周年であり、安全保障理事会の改革を含む成果文書が決議された[2]。

- 2006年1月：日本は、前回の国連総会で提出したG4諸国の決議案について、そのままの形で採択される現実的な見通しが低く、より幅広い支持が得られる案を模索することから、共同提案国となることを見送った[1]。

- 2011年2月：G4諸国の外務大臣級会合が開かれ、国連総会において、安全保障理事会の改革についての具体的な成果を得ることを目指す共同声明を発表した[3]。
- 2015年9月：G4諸国の首脳会合が開かれ、早期の安保理改革実現のために緊密に連携し，改革推進派への働きかけを加速化することに合意した[4]。